# Битолска чаршия
Старата битолска чаршия (на македонска литературна норма: Стара битолска чаршија) е търговска и културно-историческа част в Битоля, Северна Македония и е сред най-големите забележителности на града.
Старата битолска чаршия е пазар, разположен северно от центъра на града. Този край на града е запазил много къщи с традиционална турска архитектура, както и много паметници, като джамии, хамами и други постройки от османската епоха.

## Местоположение
Старата чаршия се намира на северния бряг на Драгор, реката която преминава през Битоля. Чаршията е разположена близо до центъра на града и е с типичен централноевропейска архитектура. Базарът се характеризира със смес от улички с ниски къщи, които ясно се разпознават в градския пейзаж на Битоля. Някога чаршията е била доста по-голяма, но е разрушавана, за да се направи място за модерни сгради, така че някои паметници, като Хайдар Кади джамия, се намират днес в нейната периферия.

## История
Битоля се разраства значително след османското завладяване в XIV век. Градът се населва с много турци, които търгуват най-вече с вълна и кожа. Повечето от обществените сгради на чаршията са построени в XV и XVI век от местни общественици.
Според венециански търговец, който преминал през града в 1591 година, чаршията вече има безистен и кервансарай.